# 高橋健三

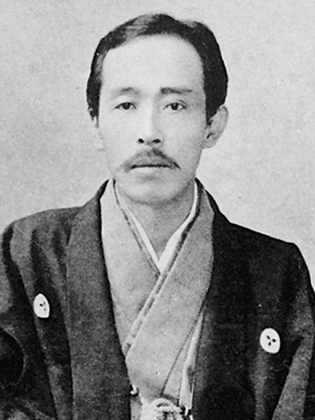
高橋健三

高橋健三（日語：たかはし けんぞう，1855年10月27日—1898年7月22日），明治時代的新聞工作者（當時叫作操觚者）、官僚、政治家，別稱「自恃居士」。曾努力令官報創刊。和岡倉天心是好友，曾參與月刊国華的創刊。

## 生平

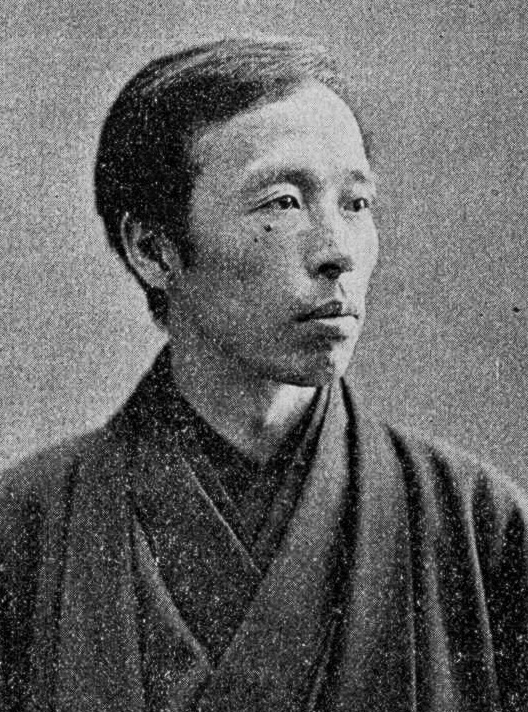
高橋健三

高橋健三生於1855年，父親名為高橋大蔵。1870年，他獲選為貢進生，入讀大學南校（東京大學前身之一）學習法律。1878年，他決定不再繼續學業，翌年加入政府。之後曾在驛逓局以及文部省工作，於1883年他被任命為太政官官報報告掛。於内閣制度開始實行同時擔任官報局次長，1889年升為官報局長。1890年，他曾經前往巴黎，並購入轮转印刷机以作官報增加印刷量用。
1892年，他辭任官報局長一職，翌年加入大阪朝日新聞。同年秋天，他執筆『内地雜居論』，其中提到反對內地雜居（內地雜居是指容許外國人在日本居住、旅行及營業），引起不少反應。同時之間，高橋健三和同僚陸羯南轉為國家主義者，並以該觀念去編寫，還是大阪朝日新聞的雜誌『二十六世紀』的總編輯。
1896年，松方正義組成第2次松方内閣，高橋在陸羯南的推薦下獲任命為内閣書記官長。但不久後陸羯南就在『二十六世紀』刊登「宮内大臣論」（由日本轉戴），其中批評時任宮內大臣土方久元專橫。內務省知道後就下令『二十六世紀』於11月14日停止發行以作處分，另外支持該篇論文的日本、萬朝報及國民新聞也遭到處分。高橋得悉後感到十分憤慨，並試圖修改新聞紙條例，禁止處份任何新聞。進步黨支持高橋的做法（他也是該黨成員之一），因而引起激烈討論。黑田隆清出手收拾了該次事件，接受了高橋的要求。翌年10月，高橋健三正式脫離進步黨，但同時他也辭去官職。
辭任後，他重新回到大阪朝日新聞工作。1898年，他因肺結核而在神奈川縣小田原的別莊病逝，終年42歲。

## 人物
好友岡倉天心之子岡倉一雄曾經評論高橋：「雖然個子小，但眼光中呈現出非凡人的光芒。」而高橋的妻子曾經與大谷木備一郎之妻、藤田隆三郎之妻、山田喜之助之妻、岡倉天心之妻等十多人組成團體「清迎會」。